# 71000 Hughdowns
71000 Hughdowns è un asteroide della fascia principale. Scoperto nel 1999, presenta un'orbita caratterizzata da un semiasse maggiore pari a 2,6663994 UA e da un'eccentricità di 0,1869863, inclinata di 13,03097° rispetto all'eclittica.
L'asteroide è dedicato al giornalista e conduttore televisivo statunitense Hugh Downs, a lungo presidente del National Space Institute.